# Vilar de Cunhas
Vilar de Cunhas ist ein Ort und eine ehemalige Gemeinde (Freguesia) im Norden Portugals.
Das Dorf Uz gehörte zum Gebiet der Gemeinde Vilar de Cunhas und erlangte nach 2014 einige Bekanntheit durch den Dokumentarfilm Volta à Terra.

## Geschichte
Seit Jahrtausenden wird hier Viehzucht und Landwirtschaft betrieben.
Die unter Denkmalschutz stehende Gemeindekirche Igreja de São Lourenço wurde im 16. Jahrhundert errichtet.
Mit der Gebietsreform 2013 wurde die eigenständige Gemeinde Vilar de Cunhas aufgelöst und mit Gondiães zusammengeschlossen.

## Verwaltung
Vilar de Cunhas war Sitz einer gleichnamigen Gemeinde Freguesia im Kreis (Concelho) von Cabeceiras de Basto im Distrikt Braga. Die Gemeinde hatte eine Fläche von 19,9 km² und 194 Einwohner (Stand 30. Juni 2011).
Drei Orte gehörten zur Gemeinde:
- Cunhas
- Vilar de Cunhas
- Uz

Im Zuge der Gebietsreform vom 29. September 2013 wurden die Gemeinden Vilar de Cunhas und Gondiães zur neuen Gemeinde União das Freguesias de Gondiães e Vilar de Cunhas zusammengeschlossen.

## Wirtschaft
Traditionell sind Viehzucht (Rinder, Ziegen) und Landwirtschaft (u. a. Mais) hier von Bedeutung. Auch Weinbau wird betrieben.
Die Gemeinde ist stark von Auswanderung betroffen. Besonders seit den 1960er Jahren sind Menschen von hier insbesondere nach Mitteleuropa ausgewandert, etwa nach Frankreich und Luxemburg.